# Habitatge a la carretera de Sabadell a Prats (Sant Llorenç Savall)
L'Habitatge a la carretera de Sabadell a Prats és una obra del municipi de Sant Llorenç Savall (Vallès Occidental) protegida com a bé cultural d'interès local.

## Descripció
Edificis de planta baixa i tres plantes separats per un pas de vianants escalonat que uneix les dues carreteres. Contrasta la composició força vertical del primer amb l'horitzontalitat donades per les terrasses del segon. Per la seva singularitat i alçada, és un element compositiu important a l'entrada del poble.